# Теорема Пэли — Винера
Теорема Пэли — Винера —(англ. Paley–Wiener theorem) совокупность всех целых функций {\displaystyle f(z)} экспоненциального типа {\displaystyle \leq \sigma }, для которых {\displaystyle \int _{-\infty }^{+\infty }|f(x)|^{2}dx<\infty } совпадает с множеством функций {\displaystyle f(z)}, допускающих представление {\displaystyle f(z)={\frac {1}{\sqrt {2\pi }}}\int _{-\sigma }^{+\sigma }e^{izu}\phi (u)du}, где {\displaystyle \phi (u)\in L^{2}(-\sigma ,+\sigma )}.

## Пояснения
Целой функцией экспоненциального типа называется целая функция {\displaystyle f(z)}, которая при любом {\displaystyle z} удовлетворяет неравенству вида {\displaystyle |f(z)|\leq Ae^{B|z|}}, где числа A, B от z не зависят. Экспоненциальным типом функции {\displaystyle f(z)} называется точная нижняя грань значений константы B, при котором имеет место это неравенство. Экспоненциальный тип находится по формуле {\displaystyle \sigma ={\bar {\lim _{|z|\to \infty }}}{\frac {ln|f(z)|}{|z|}}}. Под {\displaystyle L^{2}(-\sigma ,+\sigma )} понимают совокупность всех измеримых в интервале {\displaystyle (-\sigma ,+\sigma )} функций, квадрат модуля которых интегрируем в смысле Лебега.

## Теорема Пэли — Винера — Шварца для обобщенных функций
Если обобщенная функция {\displaystyle F} сосредоточена в области {\displaystyle G_{b}:|x|\leq b}, то её преобразованием Фурье является целая аналитическая функция 1-го порядка роста и типа {\displaystyle \leq b}. Наоборот, пусть {\displaystyle f(z)=f(z_{1},...z_{n})} — целая аналитическая функция 1-го порядка роста и типа {\displaystyle \leq b}, которая возрастает при {\displaystyle |x|\to \infty } не быстрее некоторой степени {\displaystyle |x|^{q}}, и {\displaystyle (f,\phi )=\int f(x)\phi (x)dx} — соответствующий этой функции функционал в пространстве {\displaystyle Z}. Тогда преобразование Фурье {\displaystyle {\hat {f}}} функционала {\displaystyle f} сосредоточено в области {\displaystyle G_{b}}.